# Pletenina
Pletenina je plošná textilie vzniklá vytvářením a vzájemným provlékáním oček uspořádaných do sloupků a řádků.
Strukturou pletenin je způsobena značná roztažnost výrobků (až 100 %), dobrá prodyšnost, nemačkavost a náchylnost ke žmolkování.
Náklady na zhotovení 1 m² pleteniny se odhadují asi na polovinu částky nutné pro stejné množství tkaniny.  Celosvětová produkce pletenin dosáhla v roce 2014 cca 17 milionů tun. 

## Materiál

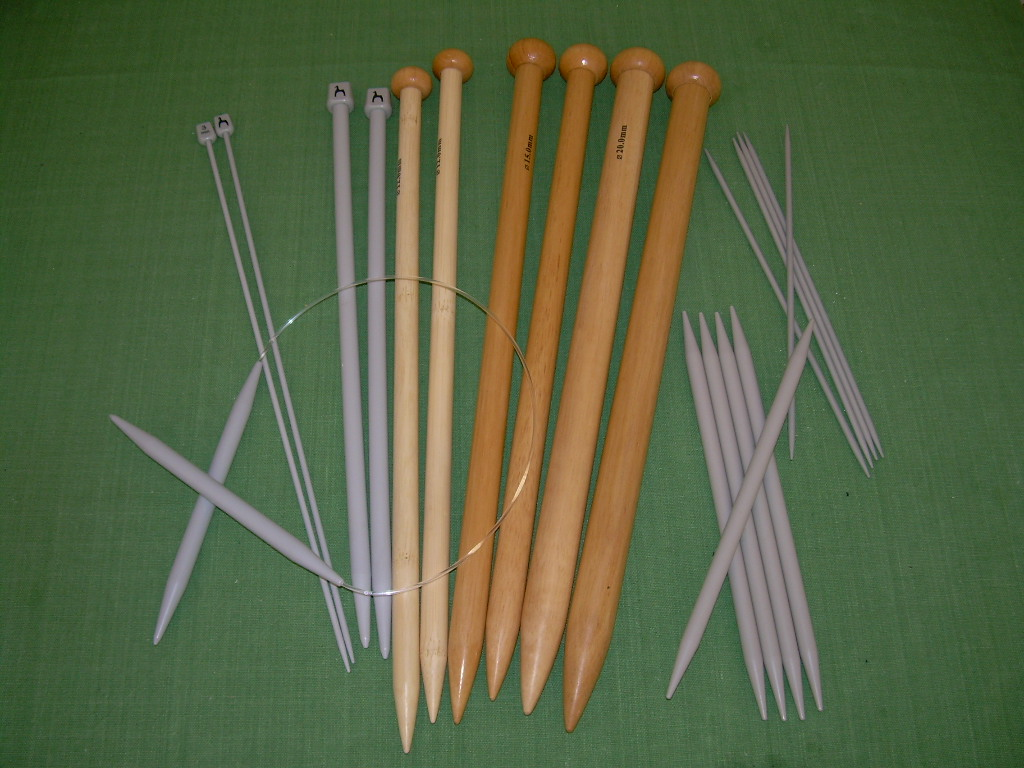
Souprava jehlic na ruční pletení

Podle druhu použitého materiálu se dají rozeznávat pleteniny:
- bavlnářské – s užitnými vlastnostmi (omak, nasákavost) charakteristickými pro výrobky z (většinou jednoduché) bavlněné příze. Vyrábí se také ze směsí bavlny s umělými vlákny nebo i jen z umělých vláken.
- vlnařské – s charakterem vlněných pletenin. Použité příze jsou většinou ze směsi vlny s vysokým podílem syntetických vláken (např. polyakrylu).
- hedvábnické – skoro výlučně z chemických multifilů, často tvarovaných a z elastomerů. Menší množství se vyrábí také z buretových přízí. Některé pleteniny z kombinací multifilů např. s bavlnou se nedají jednoznačně zařadit.
- lnářské – zpravidla ze směsových přízí s vysokým podílem bavlny. Vyráběné množství je velmi omezené.[4]

Příze pro strojní výrobu pletenin se dodávají zpravidla jednoduché (neskané), s nižším zákrutem (oproti přízím pro tkaniny), hlazené parafinováním, soukané na kónických cívkách.
Příze na ruční pletení jsou zpravidla skané, často efektní, většinou v několika barevných kombinacích. Ke zpracování se dodávají smotané do klubek nebo do přaden.

## Způsoby výroby

### Ruční pletení

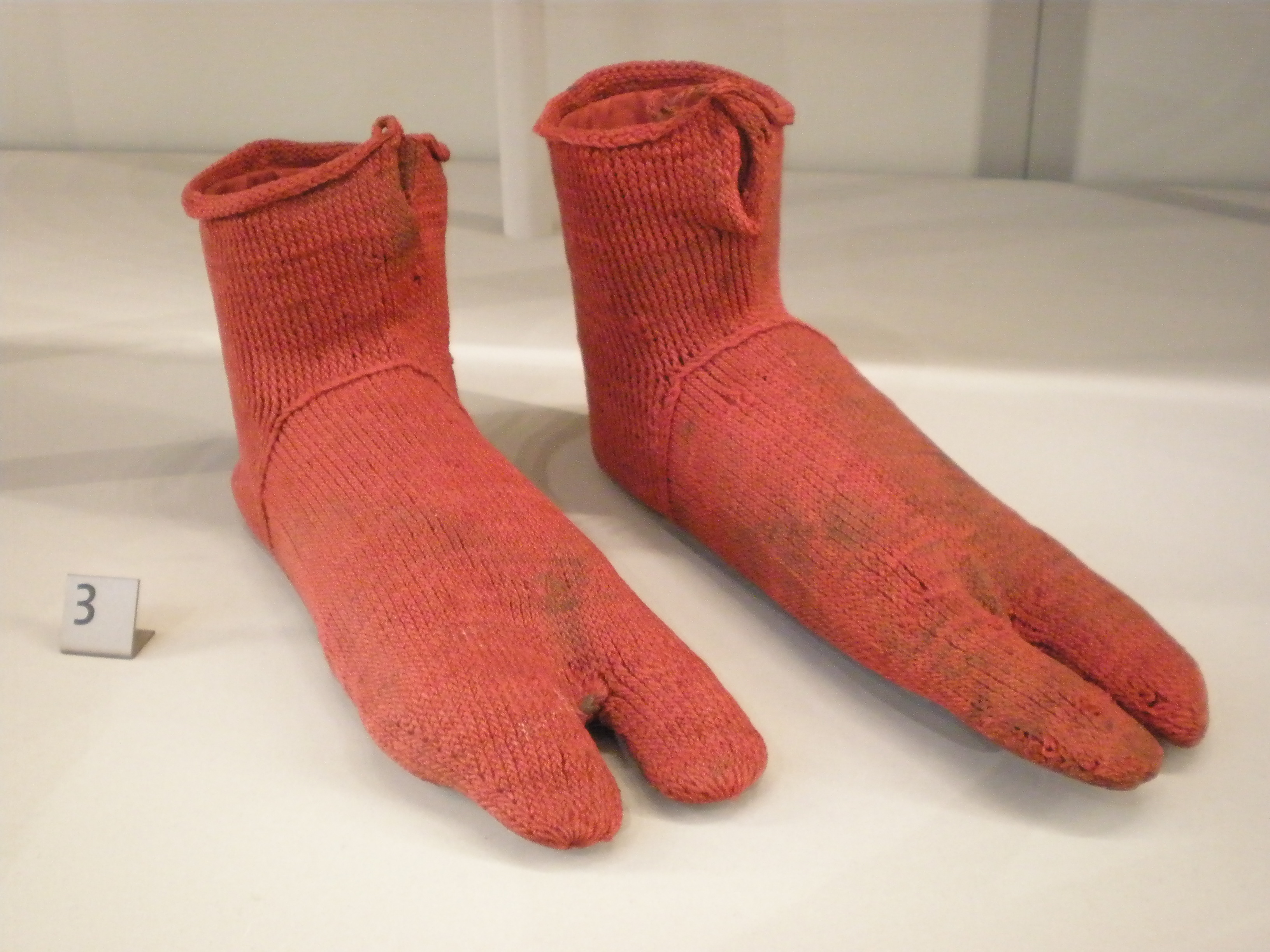
Koptické ponožky – egyptská pletenina ze 4.až 5. století

#### Z historie
Údaje o počátcích pletařství jsou velmi sporné. Podle některých knih byly ve vykopávkách v údolí řeky Hindus nalezeny zbytky pletenin staré několik tisíc let, tyto informace však nebyly nikdy ověřeny.
Doloženy a odborně analyzovány byly nálezy z vykopávek na různých místech v Egyptě. Jsou to tzv. „koptické“ ponožky zhotovené v období mezi 4. a 5. stoletím n. l. technikou nalbinding (v angličtině často nazývanou single needle knitting). Tato metoda je považována za přechod mezi technikou vázání sítí a pletením v dnešním smyslu, od kterého se liší zejména tím, že se používají omezené délky pletacích nití a práce se podobá spíše šití nebo látání.
Do Evropy se dostalo pletařství asi přes Španělsko, ale nejstarší písemné doklady pocházejí  z Italie. Již ve 14. století  patřilo k nejvýznamnějším středskům pletařství město Mantova. V poslední třetině 16. století zde přinesl na trh pletařský cech až 400 000 výrobků ročně z 56 tun vlny. Od začátku 17. století však ovládala tento obor Anglie. 200 000 pletařů tam vyrábělo ročně přes 20 milionů párů vlněných punčoch pro vnitřní trh a 1,5 milionu párů šlo na vývoz.  
První český pletařský cech byl založen v Praze v roce 1612, zmínky o českých pletených výrobcích však pocházejí ze 2. poloviny 16. století.

#### Techniky ručního pletení

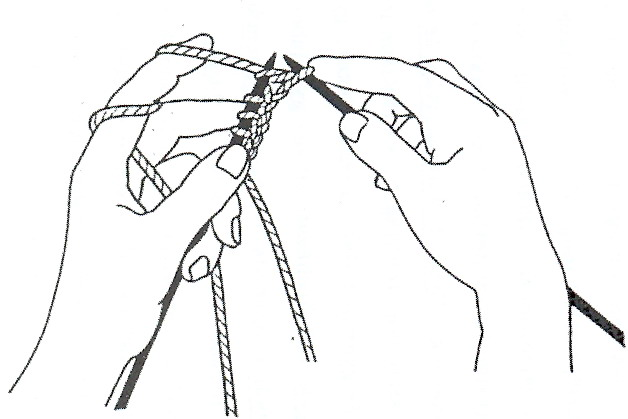
Pletení se dvěma jehlicemi

Pletenina se zhotovuje s pomocí jehel (ukázka je na snímku vpravo) z různých materiálů a s tloušťkou přizpůsobenou jemnosti příze.
Na zhotovení pleteniny ve tvaru pruhu stačí dvě jehlice. Na jednu jehlici se nejdříve navléká řada oček. Druhá jehlice se pak vpíchne do posledního očka, zachytí napnutou nit a protáhne ji očkem. Protože se nit provléká bez přerušení dalším očkem, jsou očka navzájem spojena a vytváří řádek spojený s předcházejícím. Jestliže se jehlice vpichuje z přední strany a očko se protáhne zezadu dopředu vytvoří se lícní očko a při opačném postupu vznikne rubní očko.
Okrouhlá pletenina (hadice) se dá zhotovit jen s dvojicí jehlic spojenou zaobleným drátem nebo se soupravou 4-5 jehlic, u kterých se rozdělí očka na čtyři jehlice a pátou se provádí vlastní pletení.

### Strojní pletení

#### Z historie

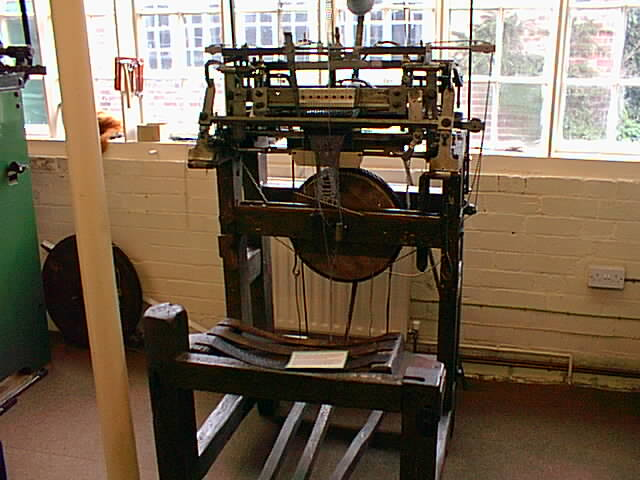
Stocking frame v muzeu v anglickém Ruddingtonu

První známý mechanizmus, kterým se napodobovalo (a částečně nahradilo) ruční pletení, byl anglický vynález z roku 1589 nazvaný stocking frame (snímek vpravo). Na aparátu se pletlo s háčkovými jehlami (cca 3 jehly / cm), mezi kterými se s pomocí platin zatahovala pletací nit – základní podmínky pro vznik zátažné pleteniny. Na původním stroji se dalo uplést až 600 oček za minutu (ručně cca 100/min).
Anglie si udržovala monopol na strojní výrobu pletenin až do roku 1656, kdy přinesli špioni plány na stavbu pletařského stávku do Francie. Na stávku se sice dal zhotovit úplet mnohem rychleji než ručně, ale kvalita ručních pletenin ještě dlouhou dobu převyšovala strojní výrobky, řemeslná ruční výroba mohla proto ještě 200 let existovat vedle strojních pletáren.
Z dalšího vývoje:

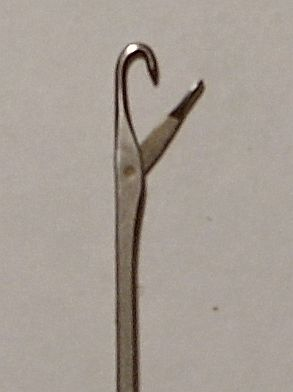
Jazýčková jehla

1775 – první patent na osnovní stávek (Angličan Crane)
1798 – patent Francouze Decroixe na okrouhlý stávek
1856 – vynález jazýčkové jehly (Angličan Townsend) - předpoklad pro sériovou výrobu okrouhlých velkoprůměrových pletacích strojů
cca 1864 – patent Angličana Cottona na kotonový stávek
1915 – punčochy do jemnosti 30 den komplet na okrouhlém stávku
1952 – punčochy z polyamidu do jemnosti cca 10 den na automatech nahradily kotonové stávky
1987 – elektronické vzorování pletenin
2020 – celosvětová výroba pletenin má dosáhnout hodnotu cca 2,2 miliardy USD s polovičními podíly zátažných a osnovních pletenin

#### Princip strojního pletení

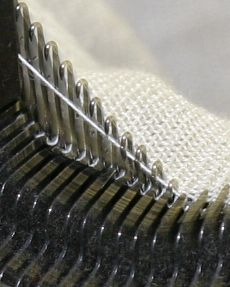
Práce okrouhlého pletacího stroje

Pletenina vzniká součinností různých nástrojů na pletacím stroji, z nichž nejdůležitější jsou pletací jehly.
Pletací jehla sestává v podstatě ze stvolu, nožky a háčku, který se musí v určitém momentě uzavírat a otvírat. Podle způsobu ovládání háčku se zpravidla rozeznávají tři druhy jehel:
- Háčková jehla, u které se pružný ocelový háček ovládá tlakem lisovacího zařízení. Nové očko vzniká následovně: Staré očko je uloženo v háčku jehly, jehla se pohybuje směrem vzhůru, háček se otevře a očko klouže po stvolu směrem k nožce jehly. Do otevřeného háčku se mezitím vloží nová klička, jehla klesá, háček se uzavře a hotové očko se přehodí přes hlavici jehly a přidá k hotové pletenině. [12]

- Jazýček (snímek vpravo) je jedním koncem zachycen na stvolu jehly, ramínko se pohybuje tahem zpracovávané niti (kličky) a tak zavírá a otvírá průchod do (tuhého) háčku jehly
- U složené jehly (něm. Schiebernadel) funguje jako uzávěr průchodu do hlavice jehly kovové šoupátko umístěné v drážce jehly. [13]

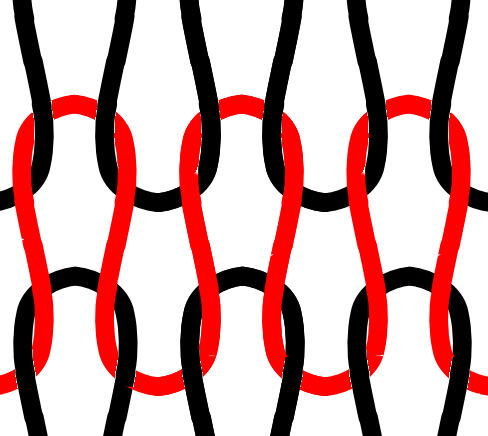
Schéma zátažné vazby

### Zátažná pletenina
Jestliže jsou kličky propojeny vedle sebe ve směru řádku, vzniká zátažná pletenina (jak je schematicky znázorněno na vedlejším náčrtu).
Červená nit vytváří kličky, kterými se provlékají (postupně, vedle sebe) v následujícím řádku černé kličky a tak vzniká řádek z oček.
Tvorba oček a jejich vzájemné provlékání jsou způsobeny určitým pohybem pletacích jehel. Na snímku vpravo je znázorněna činnost jazýčkových jehel okrouhlého pletacího stroje.
Jehly jsou nejdřív otevřeny, při pohybu směrem dolů se postupně zavírají a platiny (v dolní části snímku) stahují po odsunutí jehel hotová očka.
Na tomto principu pracují ploché, velkoprůměrové a maloprůměrové pletací stroje (automaty na výrobu punčochového zboží).
Zátažné pleteniny se také vyrábí na plochých (tzv. kotonových) nebo okrouhlých stojících, které pracují na principu současného pohybu všech jehel stejným směrem. Těmto strojům se říká stávky.

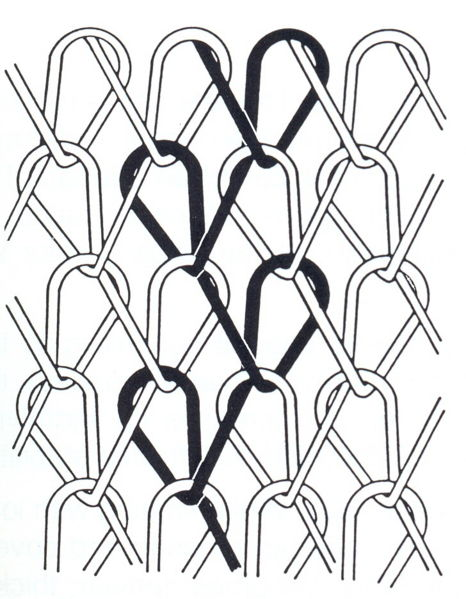
Schéma jednolícní osnovní vazby

Vedle těchto se používají speciální stroje např. na výrobu lemů, hadic atd. 
Kličky se mohou provlékat v mnoha variacích a tak vytvořit několik desítek druhů vazeb. Ty se obvykle zařazují do tří základních skupin: 
- Vazba jednolícní – všechny sloupky i řádky jsou jednolícní, všechny vazební prvky jsou orientovány jedním směrem. Jednolícní vazbu lze vytvořit i jen z jedné řady jehel (na jednolůžkovém stroji).
- Vazba oboulícní – všechny sloupky jsou jednolícní a všechny nebo některé řádky jsou oboulícní (jsou tvořeny lícními i rubními očky). Oboulícní vazbu lze vytvořit pouze při využití dvou jehelních řad (na dvoulůžkovém stroji).
- Vazba obourubní – všechny nebo některé sloupky jsou oboulícní (jsou tvořeny lícními i rubními očky). Pro vytvoření obourubní vazby je nutný dvoulůžkový stroj, který však umožňuje pletení jednoho a téhož sloupku střídavě v jednom i druhém lůžku.

### Osnovní pletenina
Osnovní pletenina je vyrobena z podélné soustavy nití, osnovy. Nitě osnovy jsou provázány tak, že procházejí pleteninou v podélném směru. V řádku pleteniny je každé očko vytvořeno ze samostatné niti. Výrobky jsou méně elastické než zátažné pleteniny a nedají se párat. 
Vazby osnovních pletenin se dělí do dvou základních skupin – jednolícní a oboulícní.

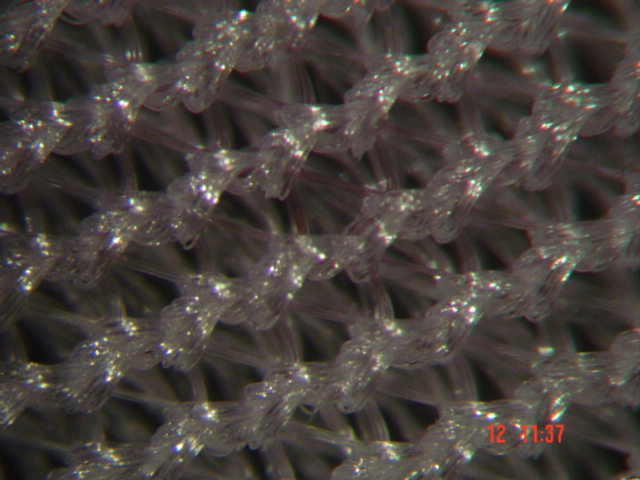
Osnovní pletenina cca 40× zvětšená

Podle způsobu kladení niti se rozlišuje 7 základních druhů:
- řetízek
- trikot
- sukno
- satén
- samet
- kepr
- atlas

Podobně jako u zátažných pletenin se ze základní vazby odvozuje řada variant (plyšová, tylová atd). 
 Osnovní stávky pracují zpravidla s háčkovými jehlami v jednom lůžku. K hlavním pracovním orgánům patří (2–4) kladecí lišty a platiny. Při pletení se jehly nejdříve zvednou a kladecí lišty se dostanou do polohy nad jehlou a vykývnou tak, aby se nitě položily na dlouhé háčky jehel a spadly na jejich stvoly. Následuje předtažení kliček, lisování, nanášení a odhoz se zatažením.
Strojům se říká také osnovní automaty, staví se až v šestimetrové pracovní šířce a dosahují maximálně 3000 otáček za minutu.
U rašlových strojů se používají jazýčkové jehly v jednom nebo dvou lůžcích.
Jednolůžkový rašl má platiny, které plní pouze uzavírací funkci, jehly jsou vedeny v desce se žebry, přes která se nanáší a odhazují nitě. K pracovním orgánům patří srážecí drát, který uzavírá jazýčky jehel.
U dvoulůžkového rašlu se obě lůžka střídají v činnosti. Nepotřebuje uzavírací platiny, pletenina je držena v potřebné poloze vždy tím lůžkem, které právě neplete. Ke stroji může patřit až 11 lišt s kladecími jehlami, což umožňuje velmi bohaté vzorování.

## Pletené výrobky
Jednotlivé druhy pletacích strojů se používají převážně na následující výrobky: 
| Pletací stroje                                   | Příklady použití                                                             |
| Okrouhlé stroje s malým průměrem jehelního lůžka | punčochy, punčochové kalhoty, ponožky                                        |
| Okrouhlé stoje maloprůměrové, dvoulůžkové        | ponožky s plastickými a barevnými vzory                                      |
| Okrouhlé stroje s velkým průměrem                | metráž na dámské a pánské svrchní ošacení, prádlo, technické pleteniny       |
| Zátažné pletací stroje ploché                    | módní ošacení                                                                |
| Osnovní stávky                                   | metráž na výrobu prádla, košilovin, svrchního ošacení, ložní prádlo, ubrusy  |
| Rašly                                            | záclony, krajkoviny, potahoviny, technické textilie, geotextilie, sítě apod. |
| Zátažné stávky ploché                            | plošně tvarované módní výrobky (svetry, košile, halenky)                     |